# Charles Ribeyrolles
Charles Ribeyrolles (Martel, 1812 — Rio de Janeiro, 1860) foi um jornalista e político francês.
Foi exilado da França por Napoleão III, viajando para o Brasil em 1858. Suas observações sobre o país foram registradas no livro Brasil Pitoresco, publicado originalmente em edição bilíngue francês-português, em 1859, pela Tipografia Nacional. Era amigo de Victor Hugo, na França, e no Brasil pode ter influenciado o jovem Machado de Assis.